# Šikmý kostel: románová kronika ztraceného města: léta 1894–1921

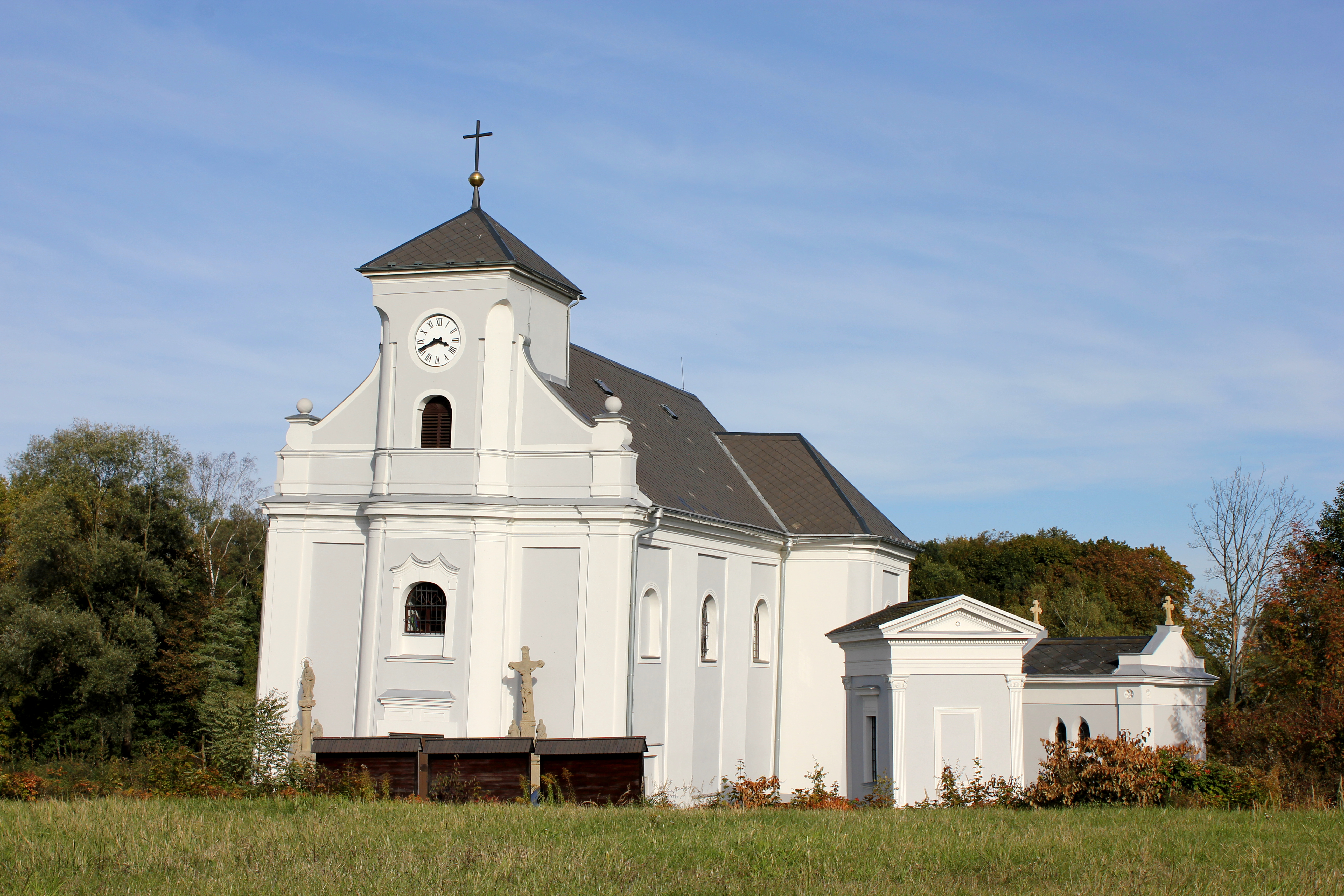
Kostel svatého Petra z Alkantary

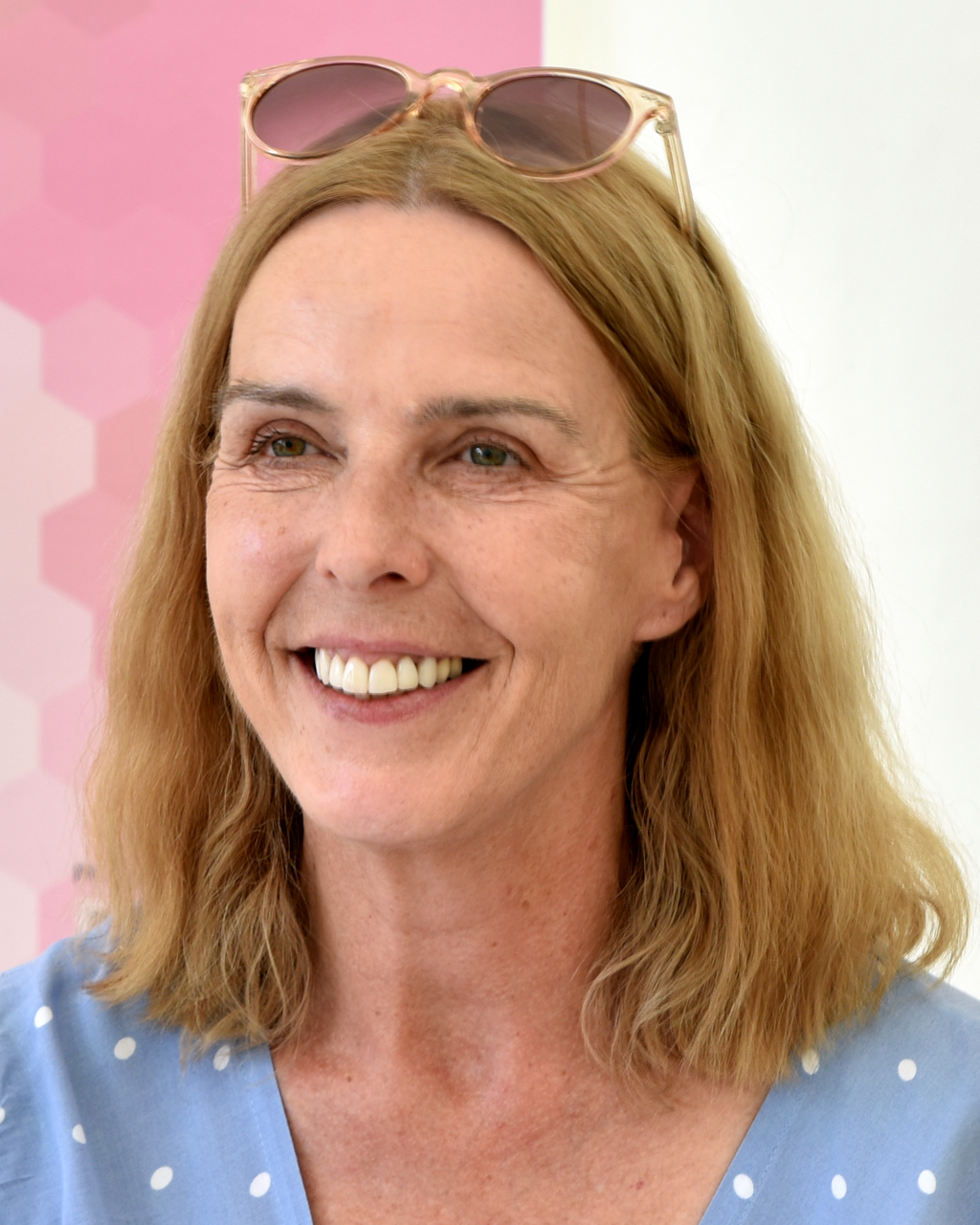
Karin Lednická

Šikmý kostel: románová kronika ztraceného města: léta 1894–1921 je historický román české spisovatelky a nakladatelky Karin Lednické vydaný v roce 2020. Jde o první román, který autorka vydala. Je to první díl třídílného cyklu, na který navazují romány Šikmý kostel 2: Románová kronika ztraceného města: léta 1921–1945 a Šikmý kostel 3: Románová kronika ztraceného města: léta 1945–1961.
Román popisuje osudy několika polských rodin z hornického města Karviná a blízkého okolí na pozadí dějinných události mezi lety 1894–1921, jako je karvinské důlní neštěstí v roce 1894, první světová válka nebo československo-polský spor o Těšínsko. Autorka před sepsáním knihy provedla rozsáhlé rešerše a některé části románu vycházejí z událostí, které se v karvinském regionu skutečně staly. Název románu je odvozen od kostela svatého Petra z Alkantary, kterému se někdy říká Šikmý kostel. Tento kostel býval jedním z hlavních kostelů v Karviné, přičemž se zachoval i poté, co celé město Karviná v 60. letech 20. století zaniklo v důsledku těžby uhlí. Kvůli poklesu půdy došlo k jeho zešikmení.
Román byl obecně přijat velmi pozitivně a stal se bestsellerem. Oceňován byl především pro svou autenticitu a dramatický styl, ale i pro to, že díky němu došlo ke zvýšení zájmu o region Karvinska. Na Karvinsku došlo po vydání románu ke zvýšení cestovního ruchu.
Román byl vydán také v audioverzi na 2 discích CD, kterou namluvila Vilma Cibulková. Připravilo ji pražské vydavatelství OneHotBook.

## Pozadí vzniku
Karin Lednická původně plánovala napsat povídku spojenou s budovou Šikmého kostela svatého Petra z Alkantary, ale během shánění rešerší k ní se rozhodla zpracovat celý román (respektive románovou trilogii). Během psaní vycházela z odborné literatury, historických pramenů, ale i z velkého počtu rozhovorů s pamětníky, které sama uskutečňovala. Mnohé osudy postav v románu vycházejí z osudů skutečných obyvatel Karviné a okolí.

## Kompozice, děj a motivy
Román je rozdělen na čtyři části, které jsou pojmenované podle hlavních postav (Barbora, Ludwik, Julka a Barka), jednotlivé části se pak dělí na kapitoly, jejichž název je vždy letopočtem, označujícím rok, kdy se daná kapitola odehrává.
Hlavními postavami románu jsou:
- Barbora: Její život je zásadně ovlivněn tragédií z roku 1894, kdy při důlním neštěstí ztratí manžela Pawla i syna Karla. Zůstává sama s dcerami Františkou, Žofií a Barborou (Barkou) a musí se vyrovnat nejen s chudobou, ale i s tlakem společnosti. Začne pracovat v hospodě a snaží se zajistit svým dcerám lepší budoucnost. Spřátelí se s Julkou, které jí poskytuje oporu v těžkých časech.
- Ludwik: Je to sirotek, jehož otec zahynul ve stejném důlním neštěstí jako Barbořin manžel. Po smrti matky ho přijali Żebrokovi, u kterých vyrůstá. Prochází těžkým dětstvím a mládím poznamenaným drsným prostředím hornické komunity. Postupně se snaží najít své místo ve světě a překonat nepřízeň osudu. Nakonec si za ženu bere Barku, a to i přesto, že před svatbou zjistí, že je to jeho sestřenice (kvůli tomu museli získat povolení k sňatku od papežské kurie v Římě).
- Julka: Je to mladší podnikavá žena, která se se svým manželem přestěhovala do Karviné a která se snaží změnit svůj osud. Na rozdíl od Barbory, která snáší životní rány s pokorou, Julka aktivně bojuje za lepší život. Opouští nešťastné manželství a hledá nové příležitosti.

Mezi motivy objevujícími se v románu patří ženská sounáležitost, tíha tradic, střet víry a vůle ke změně nebo osudovost historických proměn.

## Ocenění
Román se v roce 2020 stal absolutním vítězem čtenářské soutěže Kniha roku, pořádané Nadačním fondem čtení tě mění. Ve stejné soutěži uspěl také v kategorii společenský román.
Za svoje díla, ve kterých se věnuje „navrácení identity hornickému Karvinsku“ získala Karin Lednická v roce 2024 medaili Za zásluhy 1. stupně od prezidenta Petra Pavla.

## Cizojazyčná vydání
- Anglická verze byla vydána v překladu Pavlíny Černé v roce 2022 pod názvem The Leaning Church: Chronicle of a Town that Vanished: 1894-1921.[11]
- Slovenská verze byla vydána v překladu Tatiany Lalikové v roce 2023 pod názvem Šikmý kostol: románová kronika strateného mesta roky 1894–1921.[12]